# Lauhanvuori

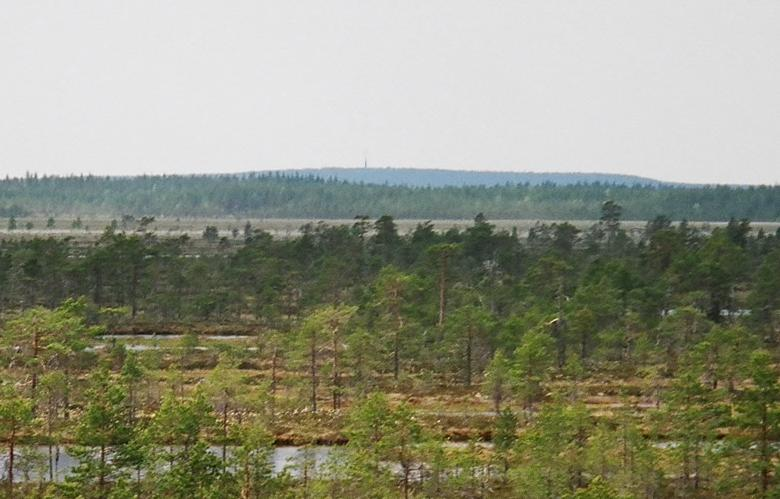
Lauhanvuori sett från Kauhaneva.

Lauhanvuori är ett berg på gränsen mellan landskapen Södra Österbotten och Satakunda i västra Finland. Bergets höjd är 231 m ö.h., vilket är cirka hundra meter över den omgivande terrängen. Området kallas beskrivande för "Västra Finlands Lappland". Kring berget finns Lauhanvuori nationalpark.